# Amphigomphus somnuki
Amphigomphus somnuki är en trollsländeart som beskrevs av Hämäläinen 1996. Amphigomphus somnuki ingår i släktet Amphigomphus och familjen flodtrollsländor. IUCN kategoriserar arten globalt som otillräckligt studerad. Inga underarter finns listade i Catalogue of Life.